# I Promised Myself
I Promised Myself è un singolo estratto dall'album Move Until We Fly del cantautore e musicista britannico Nick Kamen, pubblicato nel 1990 dall'etichetta discografica Atlantic Records.
Nel 2004 è stato pubblicato un remix del brano.

## Accoglienza e successo commerciale
La versione originale ha raggiunto un grande successo in Austria, Svezia e Germania raggiungendo la testa delle classifiche.

## Tracce
CD maxi
1. I Promised Myself
2. You Are
3. Don't Hold Out
4. Tell Me

Singolo 7"
1. I Promised Myself – 3:55
2. You Are – 3:58

Singolo 12" maxi
1. I Promised Myself (Extended Version) – 5:40
2. I Promised Myself – 3:55
3. You Are – 3:58

## Classifiche

### Classifiche settimanali
| Classifica (1990) | Posizione massima |
| ----------------- | ----------------- |
| Austria           | 1                 |
| Belgio (Fiandre)  | 5                 |
| Francia           | 11                |
| Paesi Bassi       | 4                 |
| Regno Unito       | 50                |
| Svezia            | 1                 |
| Svizzera          | 3                 |

### Classifiche di fine anno
| Classifica di fine anno (1990) | Posizione |
| ------------------------------ | --------- |
| Austria                        | 3         |
| Europa                         | 15        |
| Paesi Bassi                    | 26        |
| Svizzera                       | 2         |